# 내일은 비
"내일은 비"는 1991년에 개봉한 대한민국의 영화이다.

## 캐스팅
- 심혜진
- 박영규
- 지경원
- 윤여성
- 배민정
- 김성수
- 이인숙
- 김태환
- 윤준희
- 오희찬
- 나갑성
- 박학규
- 배종섭
- 조은미
- 김주희
- 박동찬
- 이영후
- 한영수
- 정한헌
- 김흥우 (특별출연)
- 방태수 (특별출연)